# Ambler (Alasca)
Ambler é uma cidade localizada no estado americano de Alasca, no Distrito de Northwest Arctic.

## Demografia
Segundo o censo americano de 2000, a sua população era de 309 habitantes.
Em 2006, foi estimada uma população de 323, um aumento de 14 (4.5%).

## Geografia
De acordo com o United States Census Bureau, a localidade tem uma área de 27,8 km², dos quais 24,5 km² cobertos por terra e 3,3 km² cobertos por água.

## Localidades na vizinhança
O diagrama seguinte representa as localidades num raio de 112 km ao redor de Ambler.